# ميل أوينز
ميل أوينز (بالإنجليزية: Mel Owens) هو لاعب كرة قدم أمريكية أمريكي، ولد في 7 ديسمبر 1958 في ديترويت في الولايات المتحدة.

## وصلات خارجية
- ميل أوينز على موقع مرجع كرة القدم المحترفة.كوم (الإنجليزية)